# Megalobrimus annulicornis
Megalobrimus annulicornis là một loài bọ cánh cứng trong họ Cerambycidae.